# مونت موريس
مونت موريس (بالإنجليزية: Monte Morris)‏ مواليد 27 يونيو 1995 في غراند رابيدز، هو لاعب كرة سلة محترف أمريكي ويحمل الرقم 11. يبلغ طوله 6 قدم 3 بوصة (1.9 م). يلعب حاليا كرة السلة الجامعية مع الفريق الذي يمثل جامعة ولاية آيوا.

## روابط خارجية
- مونت موريس على موقع إن بي أي (الإنجليزية)
- مونت موريس على موقع سبورتس رفرنس (الإنجليزية)
- مونت موريس على موقع كرة السلة الأوروبية.كوم (الإنجليزية)
- مونت موريس على موقع DraftExpress.com (الإنجليزية)
- مونت موريس على موقع إي إس بي إن.كوم (الإنجليزية)
- مونت موريس على موقع كلية كرة السلة في سبورتس رفرنس.كوم (الإنجليزية)
- مونت موريس على موقع ريلجم (الإنجليزية)
- مونت موريس على موقع بروبوليرز (الإنجليزية)
- مونت موريس على موقع سبورتس رفرنس (الإنجليزية)